# Sainte-Eulalie-de-Cernon
Pour les articles homonymes, voir Sainte-Eulalie.
Sainte-Eulalie-de-Cernon est une commune française située dans le département de l'Aveyron, en région Occitanie.

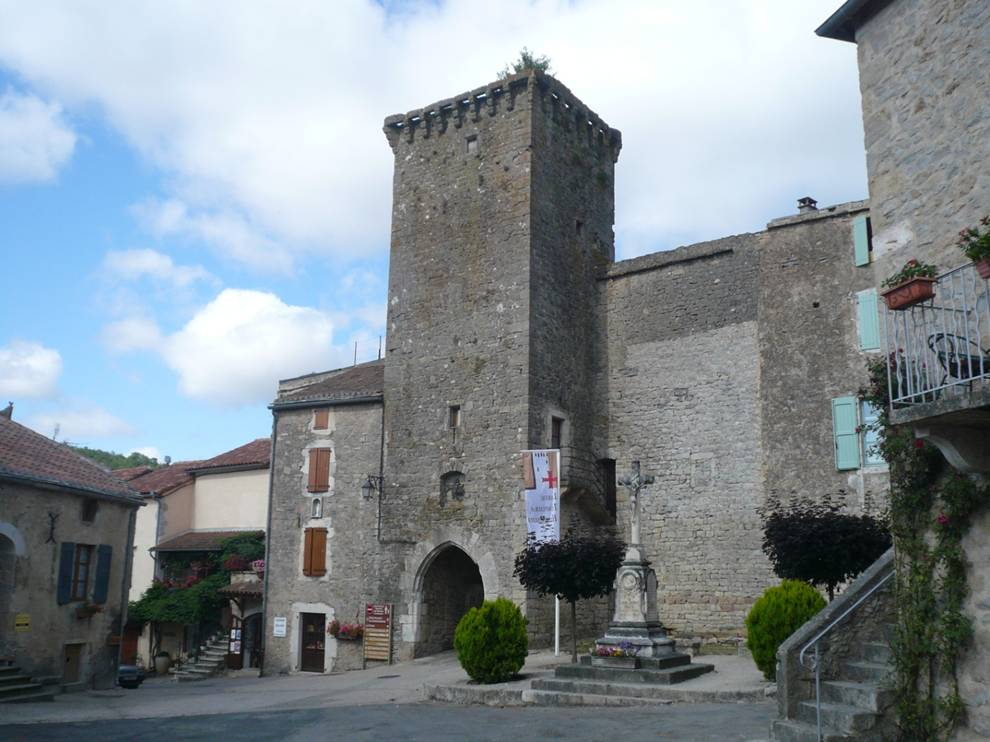
La tour templière.

Le patrimoine architectural de la commune comprend deux  immeubles protégés au titre des monuments historiques : l'église Sainte-Eulalie, inscrite en 1927, et le château des Templiers, classé en 1976 et inscrit en 2003.

## Géographie

### Localisation
Les communes limitrophes sont La Cavalerie, Cornus, La Couvertoirade, L'Hospitalet-du-Larzac, Lapanouse-de-Cernon, Saint-Beaulize, Saint-Jean-et-Saint-Paul et Viala-du-Pas-de-Jaux.

### Site
Le territoire de la commune matérialise une fraction sud du Massif central. Il s'étend sur une partie du causse du Larzac et une partie de la vallée du Cernon qui entaille le causse en reculée.

### Climat
Pour des articles plus généraux, voir Climat de l'Occitanie et Climat de l'Aveyron.
En 2010, le climat de la commune est de type climat des marges montargnardes, selon une étude s'appuyant sur une série de données couvrant la période 1971-2000. En 2020, Météo-France publie une typologie des climats de la France métropolitaine dans laquelle la commune est exposée à un climat de montagne et est dans la région climatique Sud-est du Massif Central, caractérisée par une pluviométrie annuelle de 1 000 à 1 500 mm, minimale en été, maximale en automne.
Au cours de la période 1971-2000, la température annuelle moyenne est de 10,8 °C, avec une amplitude thermique annuelle de 15,8 °C. Le cumul annuel moyen de précipitations est de 1 095 mm, avec 10,6 jours de précipitations en janvier et 4,7 jours en juillet. Pour la période 1991-2020, la température moyenne annuelle observée sur la station météorologique la plus proche, située sur la commune de La Cavalerie à 3 km à vol d'oiseau, est de 10,1 °C et le cumul annuel moyen de précipitations est de 934,2 mm,. Pour l'avenir, les paramètres climatiques de la commune estimés pour 2050 selon différents scénarios d'émission de gaz à effet de serre sont consultables sur un site dédié publié par Météo-France en novembre 2022.

## Tourisme
L'attraction touristique du vélorail du Larzac, sur une ancienne voie ferrée reliant Tournemire (Aveyron) à Le Vigan (Gard), sur le modèle du périple transibérien à vélorail, effectué par l'ouvrier français Lucien Péraire en 1930, reliant Irkoutsk par les voies du trans-sibérien sur une bicyclette modifiée au Tatarstan, passe par la gare de Sainte-Eulalie-de-Cernon.

## Urbanisme

### Typologie
Au 1er janvier 2024, Sainte-Eulalie-de-Cernon est catégorisée commune rurale à habitat dispersé, selon la nouvelle grille communale de densité à 7 niveaux définie par l'Insee en 2022.
Elle est située hors unité urbaine et hors attraction des villes,.

## Toponymie
Durant la Révolution, la commune, alors nommée Sainte-Eulalie-du-Larzac, porte le nom de Source-Libre, référence aux sources de la rivière Cernon.
En 1889, la commune est rebaptisée Sainte-Eulalie-de-Cernon, nom qu’elle conserve aujourd’hui.
Ses habitants sont appelés les Saint-Eulaliens. Cependant, le terme occitan les désignant est Cristoulis, faisant référence à la présence des soldats du Christ, les Templiers puis les Hospitaliers, dont les sites sont encore très présents localement dans la toponymie.

## Histoire

### Préhistoire et Antiquité
- Occupée dès le Néolithique : nombreux dolmens, tumulus, occupation gallo-romaine (temple de Puech Caut Ier siècle apr. J.-C.). Cette occupation gallo-romaine est à mettre en relation avec la forte activité économique des ateliers de poteries sigillées de La Graufesenque près de Millau et de la présence toute proche de la voie romaine reliant ce site à la Via Domitia dans le Languedoc.

### Moyen Âge
- Une des premières paroisses de l’Aveyron, citée par saint Dalmas, évêque de Rodez au VIe siècle.
- Au Moyen Âge, l’église locale dépendait alors des bénédictins de Gellone.
- En 1158, Raymond Béranger, roi d’Aragon et comte de Barcelone, en sa qualité de tuteur de Raymond Bérenger II, vicomte de Millau, trop  jeune pour exercer ses droits, donne à Élie de Monbrun, la ville de Sainte-Eulalie, et la terre dite « Larzac » qui l’entoure, avec permission d’y construire des villes (villas) et des places fortes (forcias).
- En 1377, pendant la nuit du 11 juillet, François de Roquefeuil, un seigneur voisin issu de la puissante maison de Roquefeuil, incendie le château et pille la ville.
- De 1442 à 1450, les remparts de la ville sont construits par Déodat Alaus, maître maçon de Saint-Beauzely.

### Les Templiers et les Hospitaliers
À partir de Sainte-Eulalie, les Templiers organisent le territoire du Larzac, et construisent à Sainte-Eulalie une grande commanderie. Structurant l’espace agricole, elle deviendra une des plus puissantes du sud de la France, participant alors au financement des activités des Templiers en Palestine, dans le cadre des "Croisades".
À la fin de l’ordre du Temple avec la dévolution des biens de l'ordre du Temple la ville passe aux Hospitaliers de l'ordre de Saint-Jean de Jérusalem (1312).

### Époque moderne
- À la Renaissance, la ville s’embellit : le château devient villégiature de Commandeurs comme Jean-Antoine Riqueti de Mirabeau, oncle du fameux tribun révolutionnaire, et se pare de fresques remarquables. La place du village est réaménagée avec la construction d’une fontaine monumentale ceinturée de quatre platanes majestueux. L’accès à l’église est inversé et le cœur est percé d’un portail baroque.
- En 1575, la ville est pillée par les protestants lors des guerres de religion.

### Époque contemporaine
- À la Révolution française, une grande partie de la splendeur de Sainte-Eulalie est détruite, et la commanderie est démantelée en 8 lots vendus aux enchères.
- Depuis 1970, les lots de la commanderie vendus aux enchères à la Révolution sont réunis à nouveau et l’ensemble monumental mis en valeur, ouvert à la visite au sein du circuit Larzac Templier et Hospitalier.

## Politique et administration
| Période                                  | Période  | Identité         | Étiquette | Qualité                                                         |
| ---------------------------------------- | -------- | ---------------- | --------- | --------------------------------------------------------------- |
| 1980                                     | 2014     | Jean Geniez      | DVG       | Président de la Communauté de Communes LTCV, conseiller général |
| avril 2014                               | en cours | Thierry Cadenet, |           | Commerçant                                                      |
| Les données manquantes sont à compléter. |          |                  |           |                                                                 |

## Démographie
L'évolution du nombre d'habitants est connue à travers les recensements de la population effectués dans la commune depuis 1793. Pour les communes de moins de 10 000 habitants, une enquête de recensement portant sur toute la population est réalisée tous les cinq ans, les populations de référence des années intermédiaires étant quant à elles estimées par interpolation ou extrapolation. Pour la commune, le premier recensement exhaustif entrant dans le cadre du nouveau dispositif a été réalisé en 2006.

En 2022, la commune comptait 321 habitants, en évolution de +12,24 % par rapport à 2016 (Aveyron : +0,37 %, France hors Mayotte : +2,11 %).
| 1793 | 1800  | 1806  | 1821  | 1831  | 1836  | 1841  | 1846  | 1851  |
| ---- | ----- | ----- | ----- | ----- | ----- | ----- | ----- | ----- |
| 910  | 1 142 | 1 507 | 1 593 | 1 800 | 1 662 | 1 015 | 1 062 | 1 029 |

| 1856 | 1861 | 1866  | 1872  | 1876 | 1881 | 1886  | 1891  | 1896 |
| ---- | ---- | ----- | ----- | ---- | ---- | ----- | ----- | ---- |
| 971  | 960  | 1 014 | 1 031 | 975  | 936  | 1 055 | 1 215 | 805  |

| 1901 | 1906 | 1911 | 1921 | 1926 | 1931 | 1936 | 1946 | 1954 |
| ---- | ---- | ---- | ---- | ---- | ---- | ---- | ---- | ---- |
| 790  | 762  | 669  | 471  | 421  | 382  | 380  | 345  | 327  |

| 1962 | 1968 | 1975 | 1982 | 1990 | 1999 | 2006 | 2011 | 2016 |
| ---- | ---- | ---- | ---- | ---- | ---- | ---- | ---- | ---- |
| 276  | 248  | 253  | 230  | 219  | 221  | 240  | 260  | 286  |

| 2021 | 2022 | - | - | - | - | - | - | - |
| ---- | ---- | - | - | - | - | - | - | - |
| 310  | 321  | - | - | - | - | - | - | - |

## Économie

### Revenus
En 2018  (données Insee publiées en septembre 2021), la commune compte 131 ménages fiscaux, regroupant 279 personnes. La médiane du revenu disponible par unité de consommation est de 21 230 € (20 640 € dans le département).

### Emploi
| Division       | 2008  | 2013  | 2018   |
| -------------- | ----- | ----- | ------ |
| Commune        | 4,3 % | 6,9 % | 13,7 % |
| Département    | 5,4 % | 7,1 % | 7,1 %  |
| France entière | 8,3 % | 10 %  | 10 %   |

En 2018, la population âgée de 15 à 64 ans s'élève à 181 personnes, parmi lesquelles on compte 74,2 % d'actifs (60,4 % ayant un emploi et 13,7 % de chômeurs) et 25,8 % d'inactifs,. En  2018, le taux de chômage communal (au sens du recensement) des 15-64 ans est supérieur à celui du département et de la France, alors qu'en 2008 la situation était inverse.
La commune est hors attraction des villes,. Elle compte 71 emplois en 2018, contre 72 en 2013 et 53 en 2008. Le nombre d'actifs ayant un emploi résidant dans la commune est de 113, soit un indicateur de concentration d'emploi de 62,9 % et un taux d'activité parmi les 15 ans ou plus de 54,1 %.
Sur ces 113 actifs de 15 ans ou plus ayant un emploi, 56 travaillent dans la commune, soit 49 % des habitants. Pour se rendre au travail, 70,2 % des habitants utilisent un véhicule personnel ou de fonction à quatre roues, 1,8 % les transports en commun, 13,2 % s'y rendent en deux-roues, à vélo ou à pied et 14,9 % n'ont pas besoin de transport (travail au domicile).

### Activités hors agriculture
38 établissements sont implantés  à Sainte-Eulalie-de-Cernon au 31 décembre 2019. Le tableau ci-dessous en détaille le nombre par secteur d'activité et compare les ratios avec ceux du département,.
| Secteur d'activité                                                                                        | Commune | Commune | Département |
| Secteur d'activité                                                                                        | Nombre  | %       | %           |
| --- | ------- | ------- | ----------- |
| Ensemble                                                                                                  | 38      |         |             |
| Industrie manufacturière, industries extractives et autres                                                | 13      | 34,2 %  | (17,7 %)    |
| Construction                                                                                              | 7       | 18,4 %  | (13 %)      |
| Commerce de gros et de détail, transports, hébergement et restauration                                    | 7       | 18,4 %  | (27,5 %)    |
| Activités immobilières                                                                                    | 1       | 2,6 %   | (4,2 %)     |
| Activités spécialisées, scientifiques et techniques et activités de services administratifs et de soutien | 7       | 18,4 %  | (12,4 %)    |
| Autres activités de services                                                                              | 3       | 7,9 %   | (7,8 %)     |

Le secteur de l'industrie manufacturière, des industries extractives et autres est prépondérant sur la commune puisqu'il représente 34,2 % du nombre total d'établissements de la commune (13 sur les 38 entreprises implantées  à Sainte-Eulalie-de-Cernon), contre 17,7 % au niveau départemental.

### Agriculture
La commune est dans les Grands Causses, une petite région agricole occupant le sud-est du département de l'Aveyron. En 2020, l'orientation technico-économique de l'agriculture  sur la commune est l'élevage d'ovins ou de caprins.
|               | 1988 | 2000 | 2010 | 2020  |
| ------------- | ---- | ---- | ---- | ----- |
| Exploitations | 0    | 0    | 0    | 12    |
| SAU (ha)      | 0    | 0    | 0    | 3 445 |

Le nombre d'exploitations agricoles en activité et ayant leur siège dans la commune est très faible0 lors du recensement agricole de 1988  à 0 en 2000 puis à 0 en 2010 et enfin à 12 en 2020, un nombre stable en 22 ans. Sur cette même période, le département a perdu 51 % de ses exploitations,.

## Culture locale et patrimoine

### Église Sainte-Eulalie

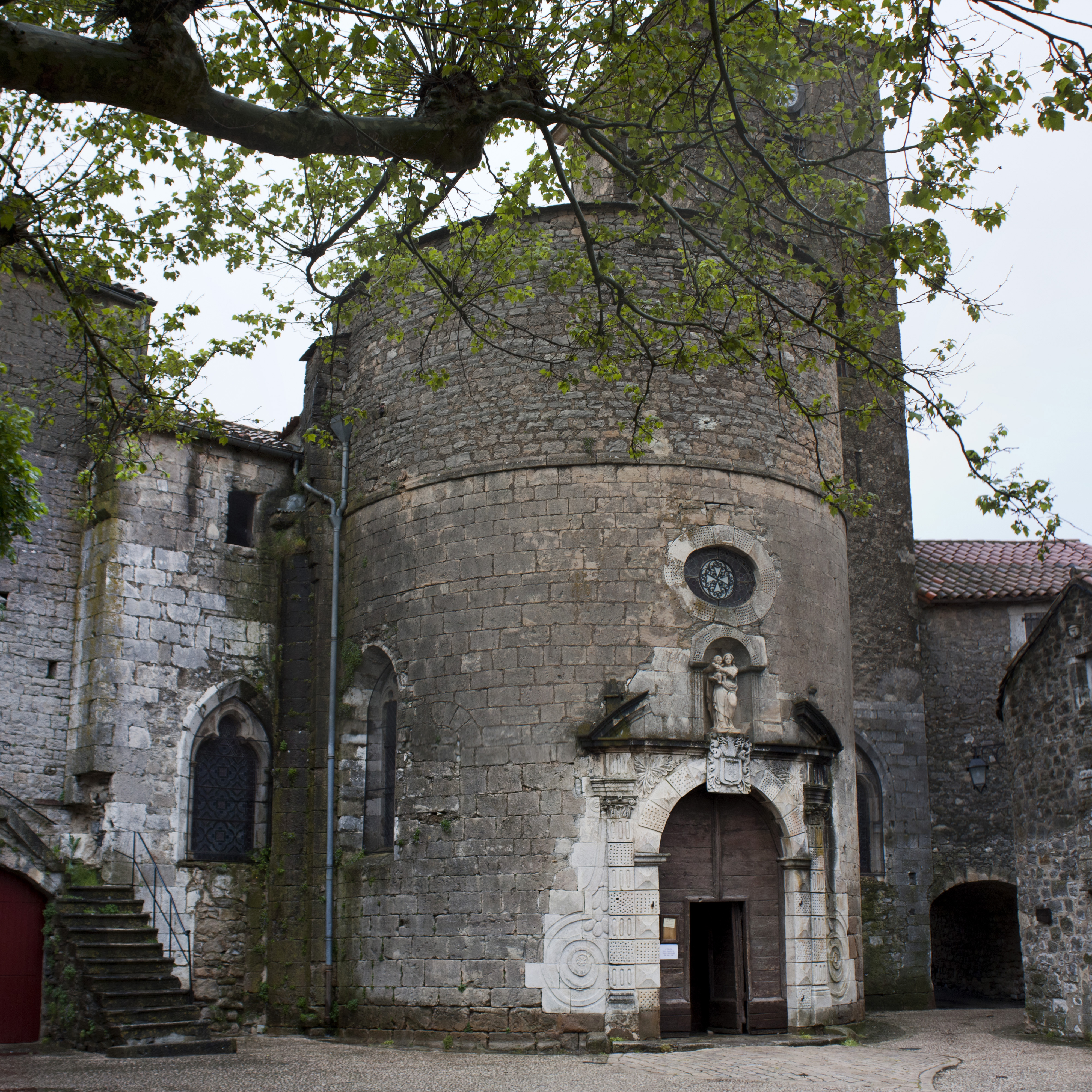
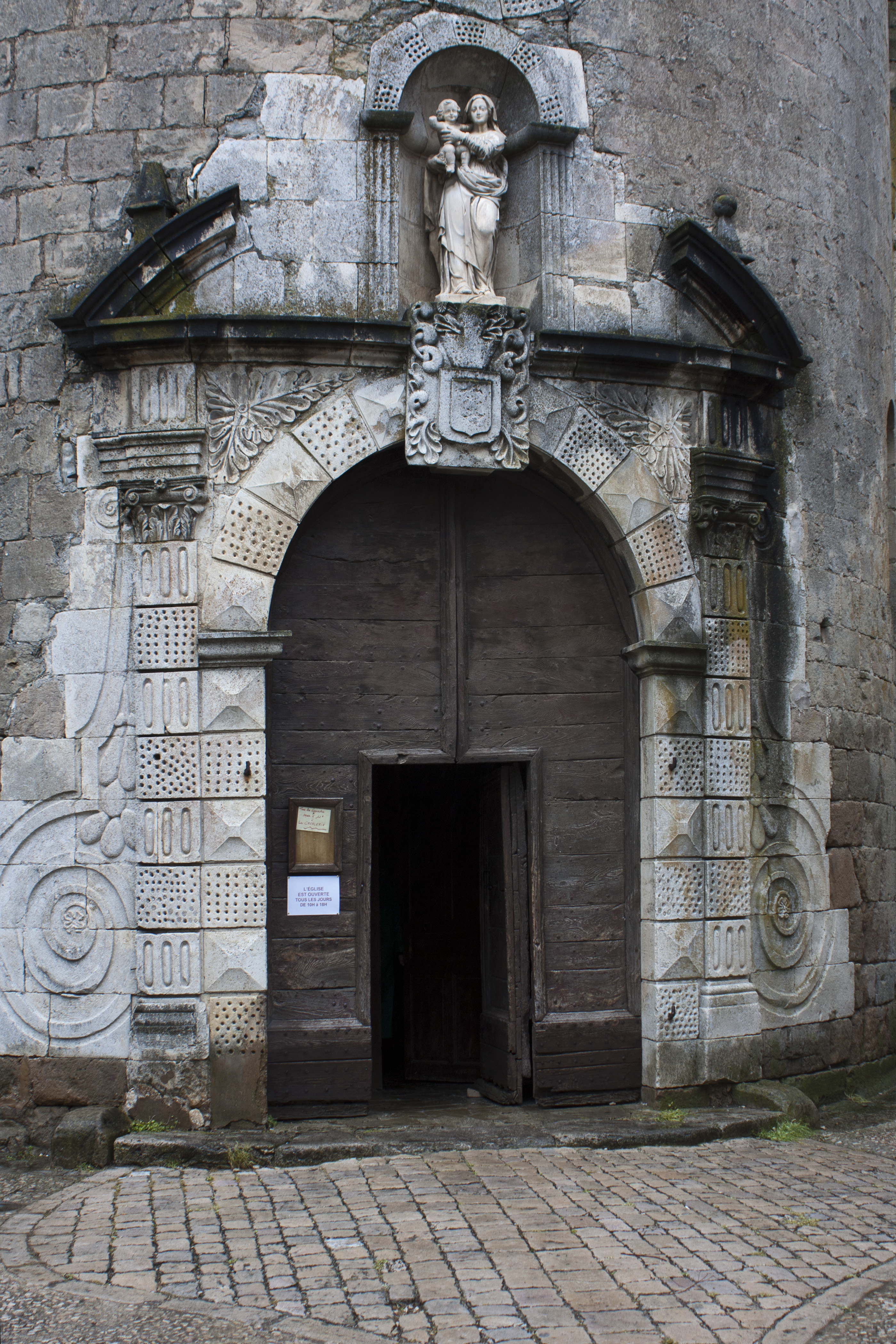
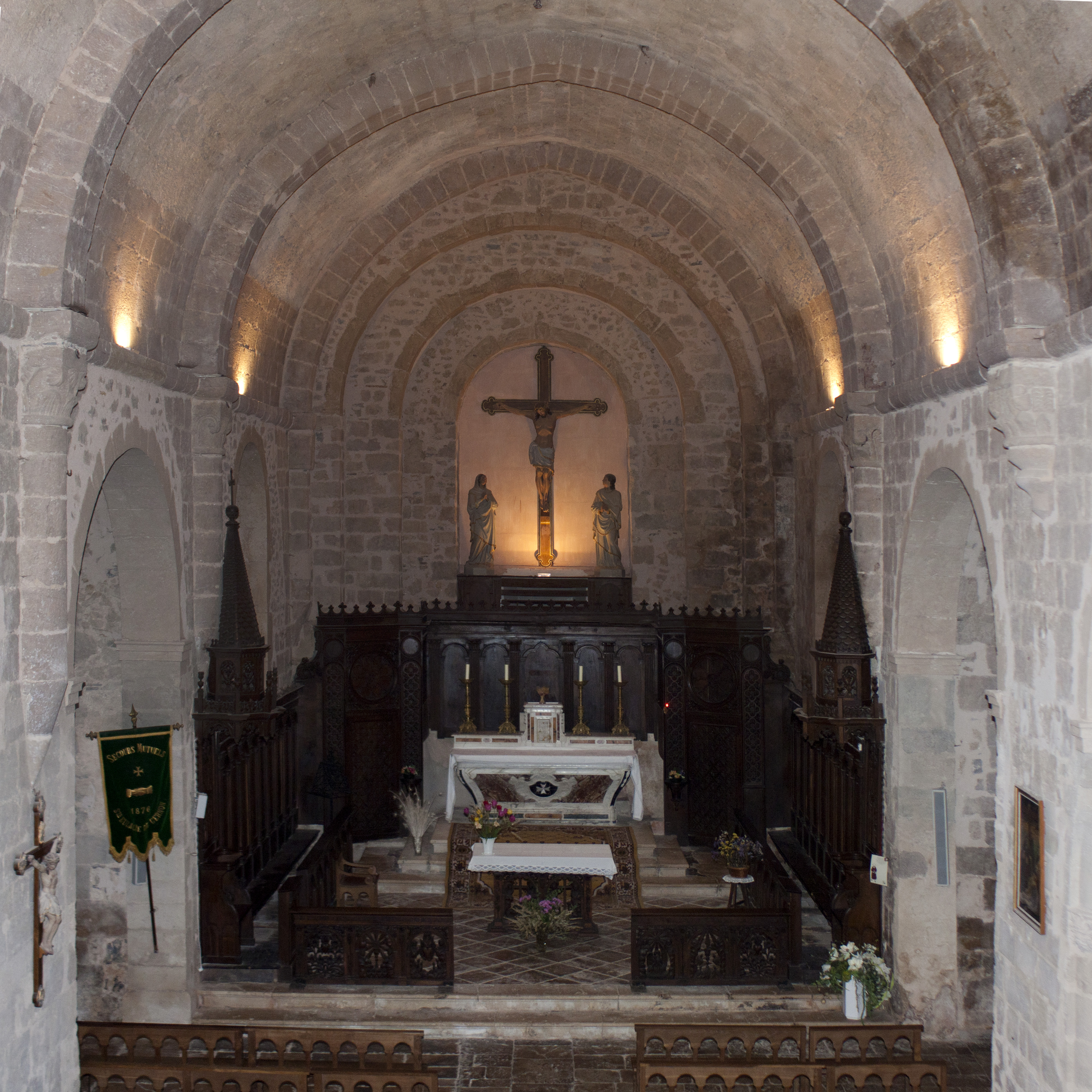
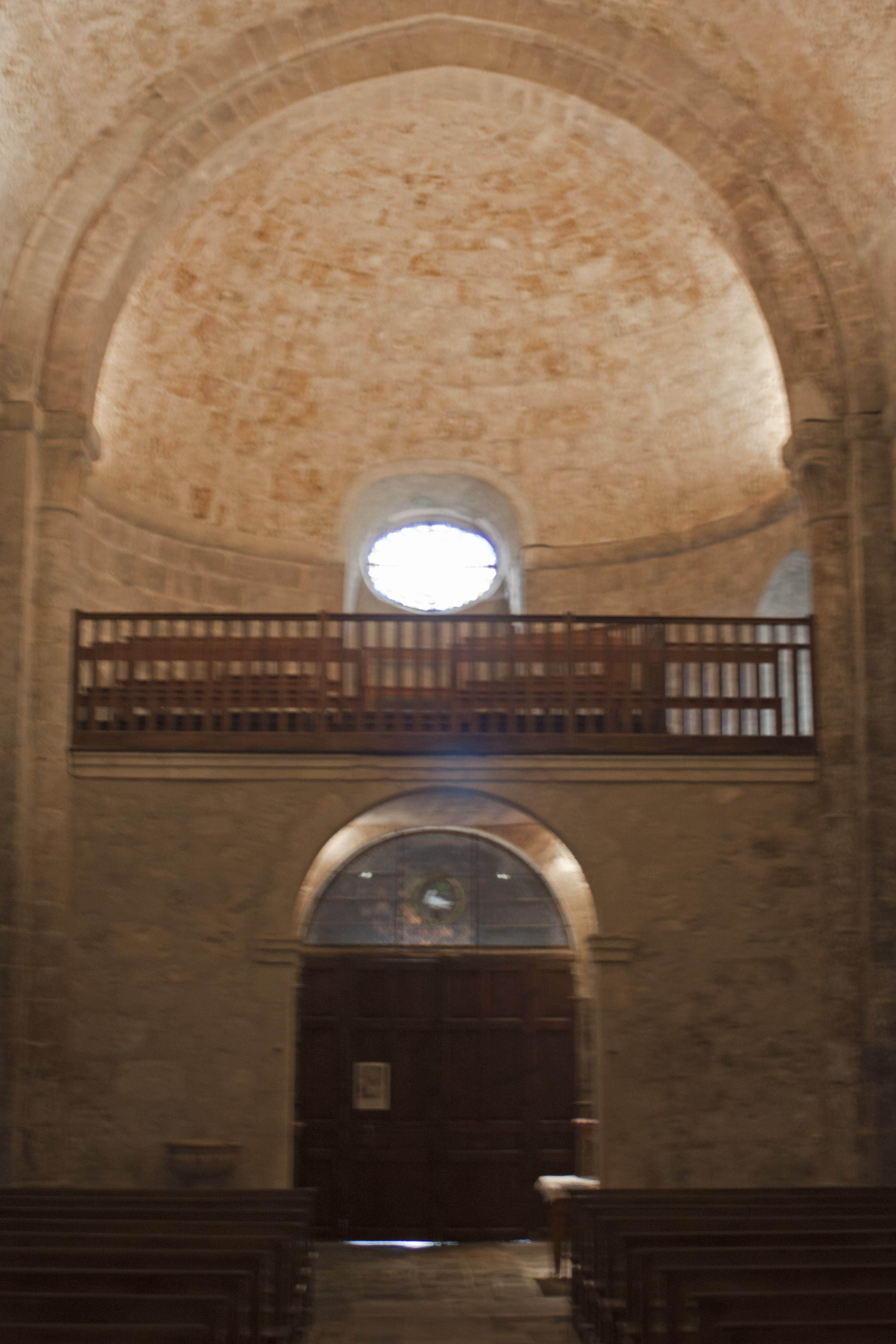
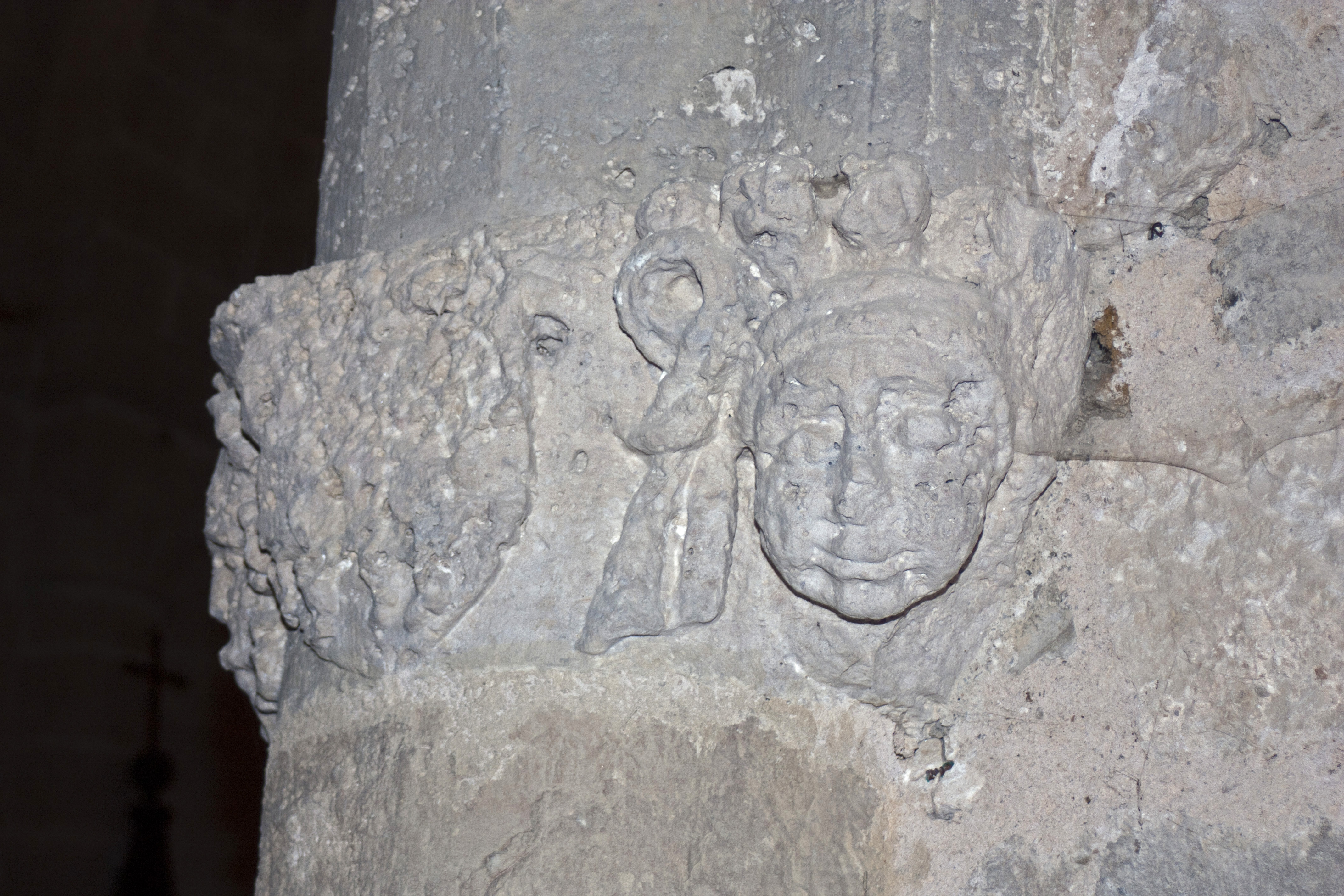

- Église Sainte-Eulalie  Inscrit MH (1927)[21] de la 2e moitié du XIIe et  des XVIIe et XIXe siècles.

### Commanderie
- Commanderie  Inscrit MH (1976)[22] : vestiges de la commanderie Templière puis Hospitalière du milieu XIIIe ; XVIe ; XVIIe siècle. À voir les peintures du XVIIe siècle des poutres et plafonds de la grande salle.

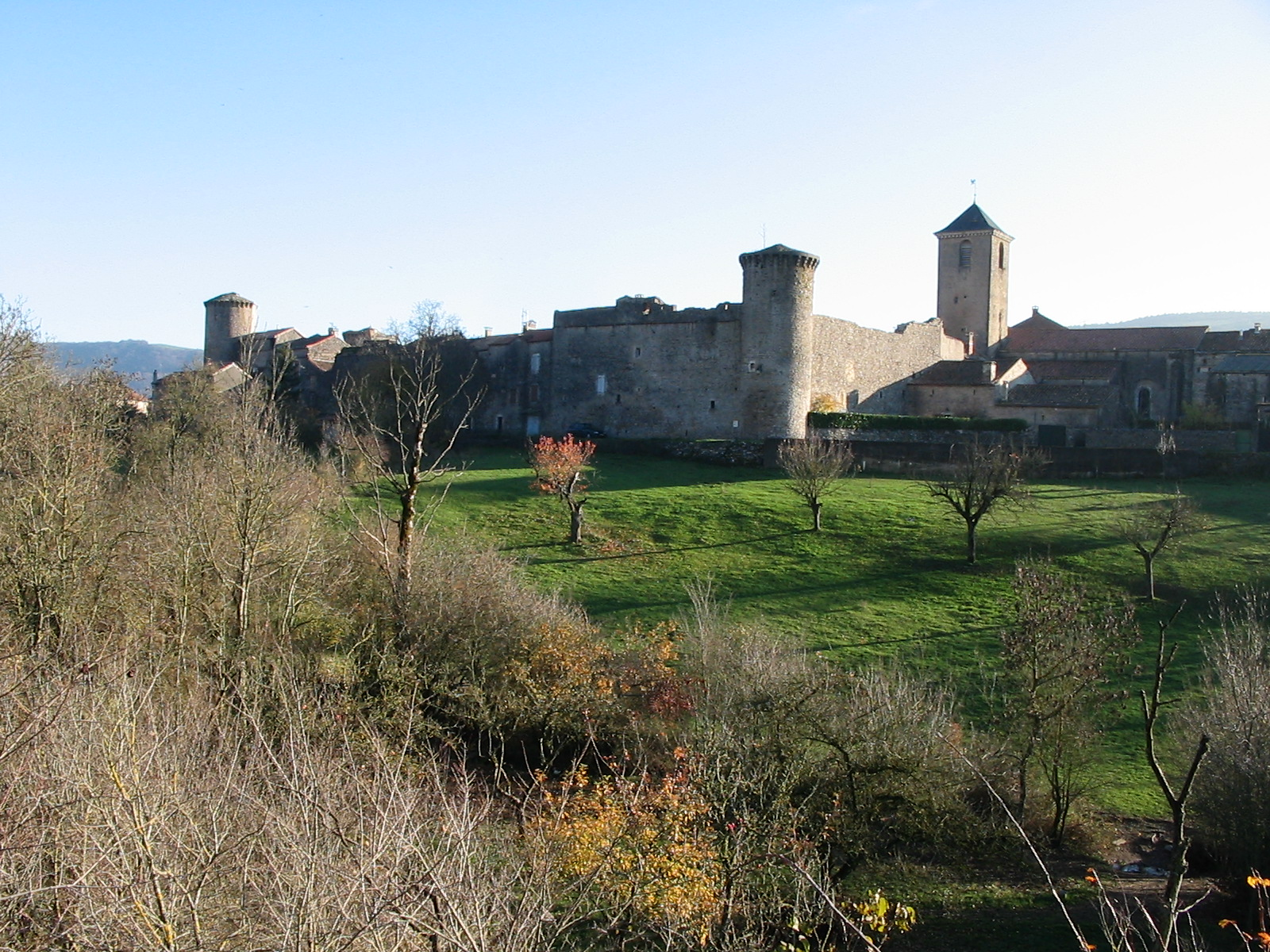
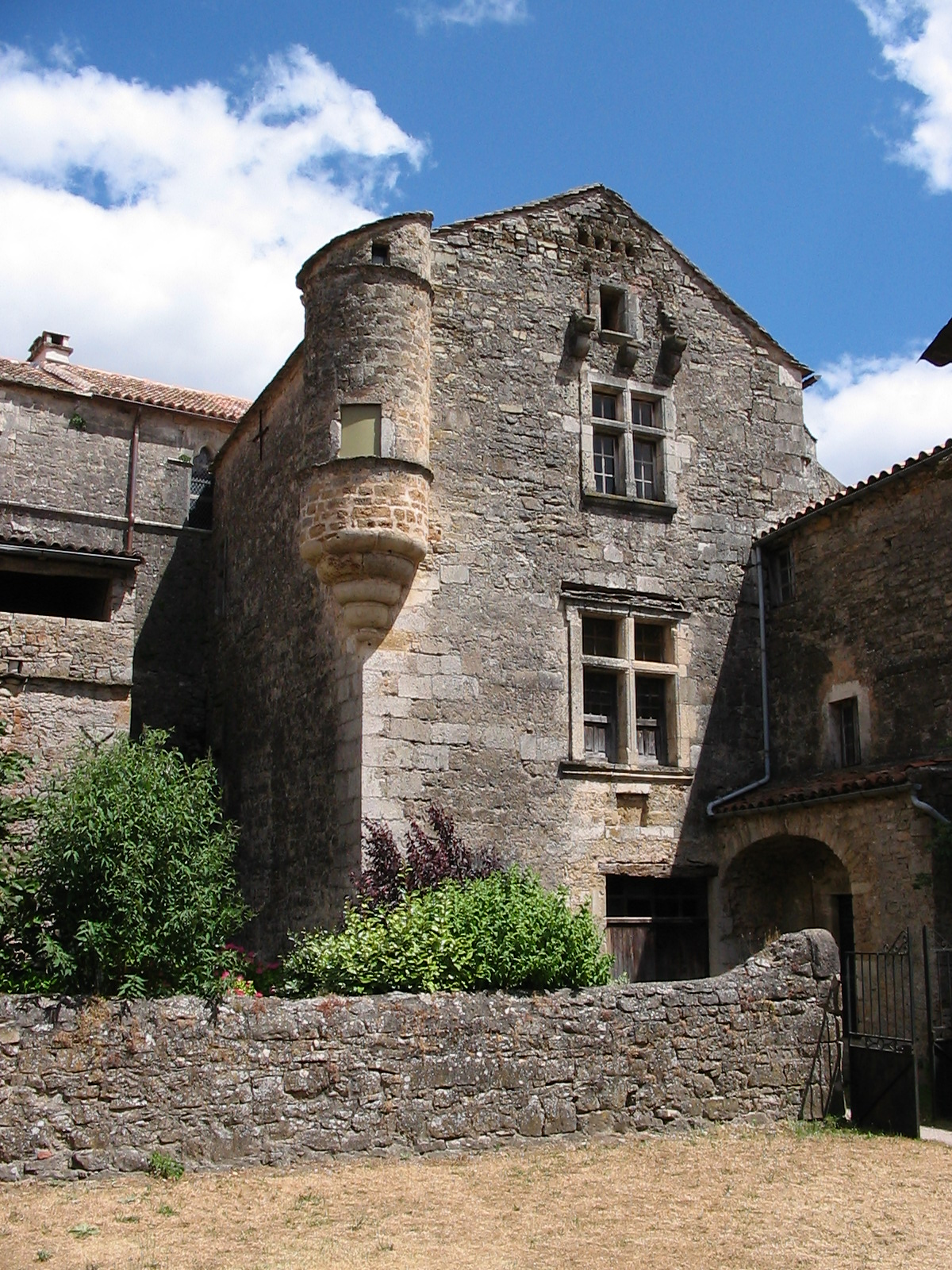
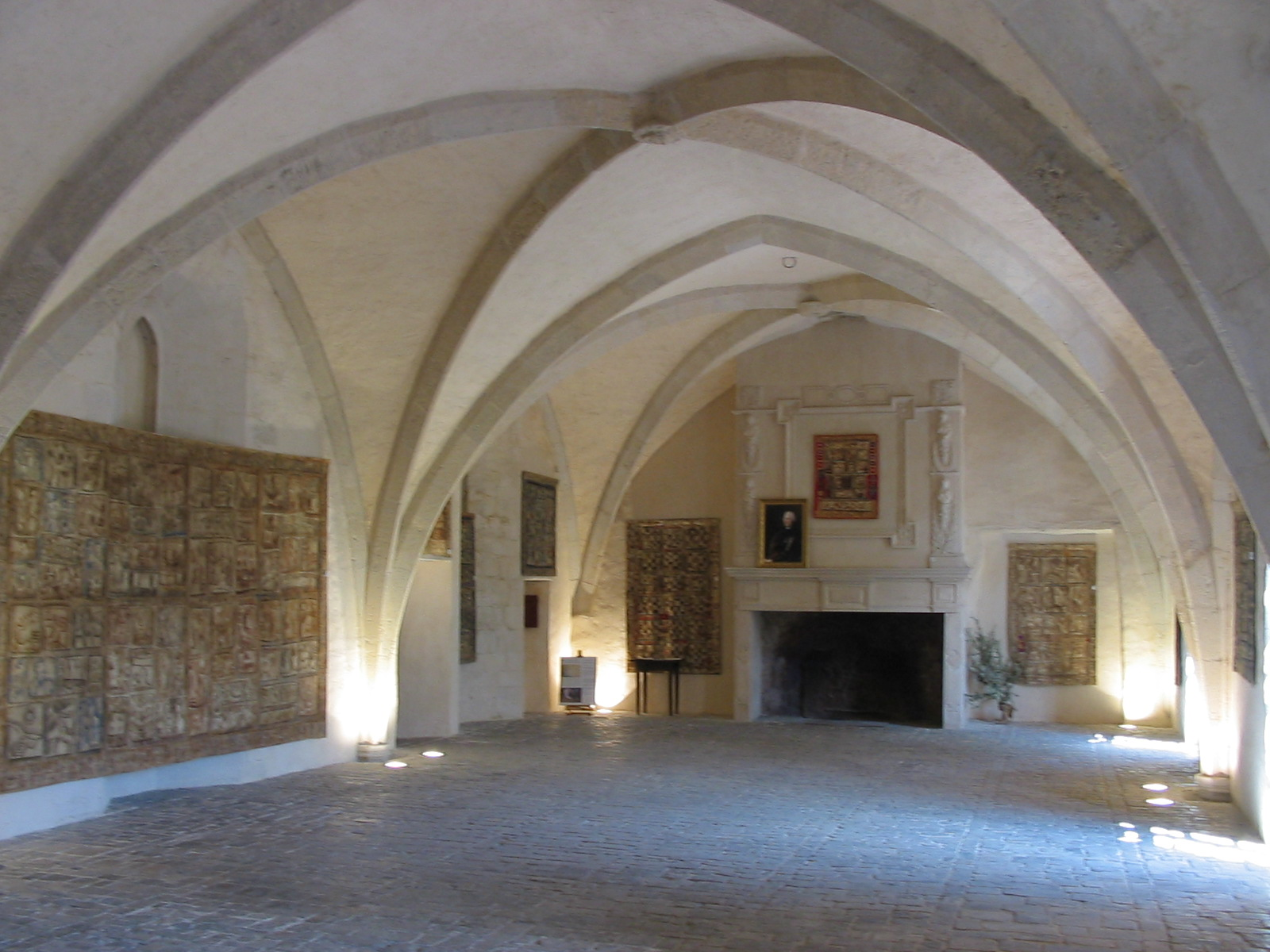
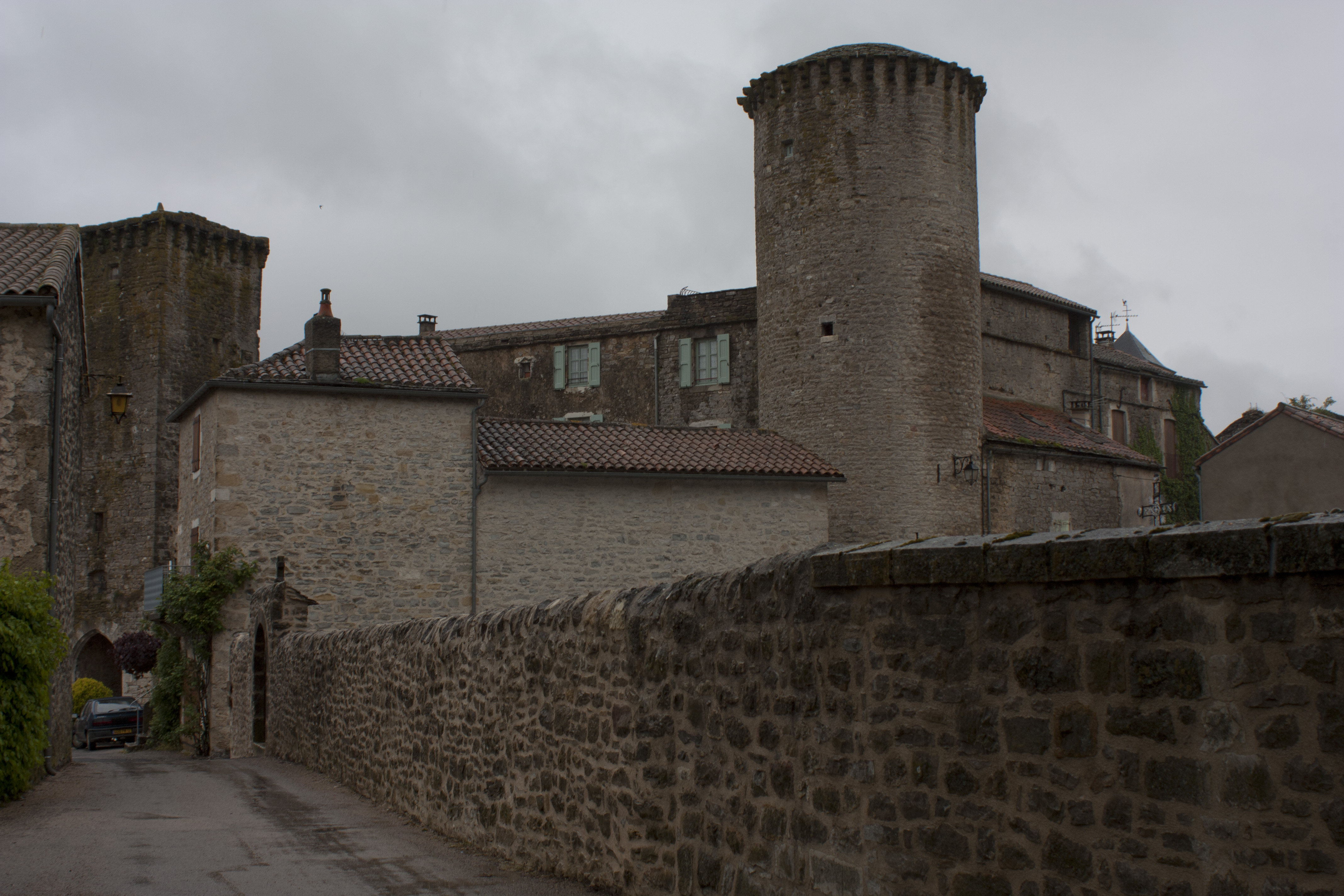

### Divers
- Bourg médiéval très bien conservé avec vestiges des remparts, et de tours d'enceinte.
- Dolmens, des Rafènes à 100 mètres à l'ouest de La Barraque, de Peyraube à la bordure nord de la D23 Les Cayrelets.
- Tumulus des Mortes à l'est de Comberedonde, au nord des Mortes, tumulus de la Carbonière en bordure du GR 71C au lieu-dit La Carbonière, Tumulus de Puech Caut au sommet du puech Caut.

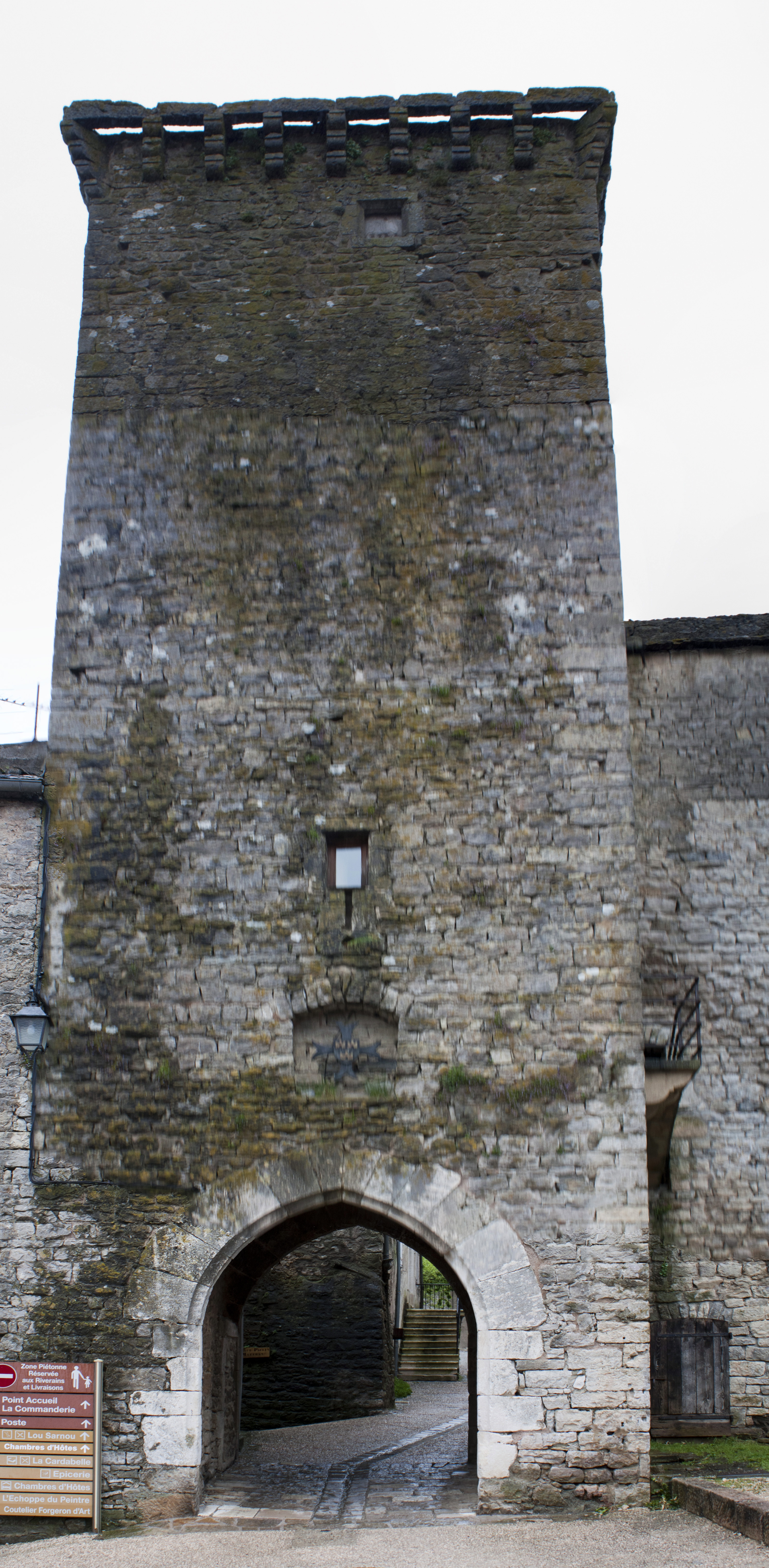
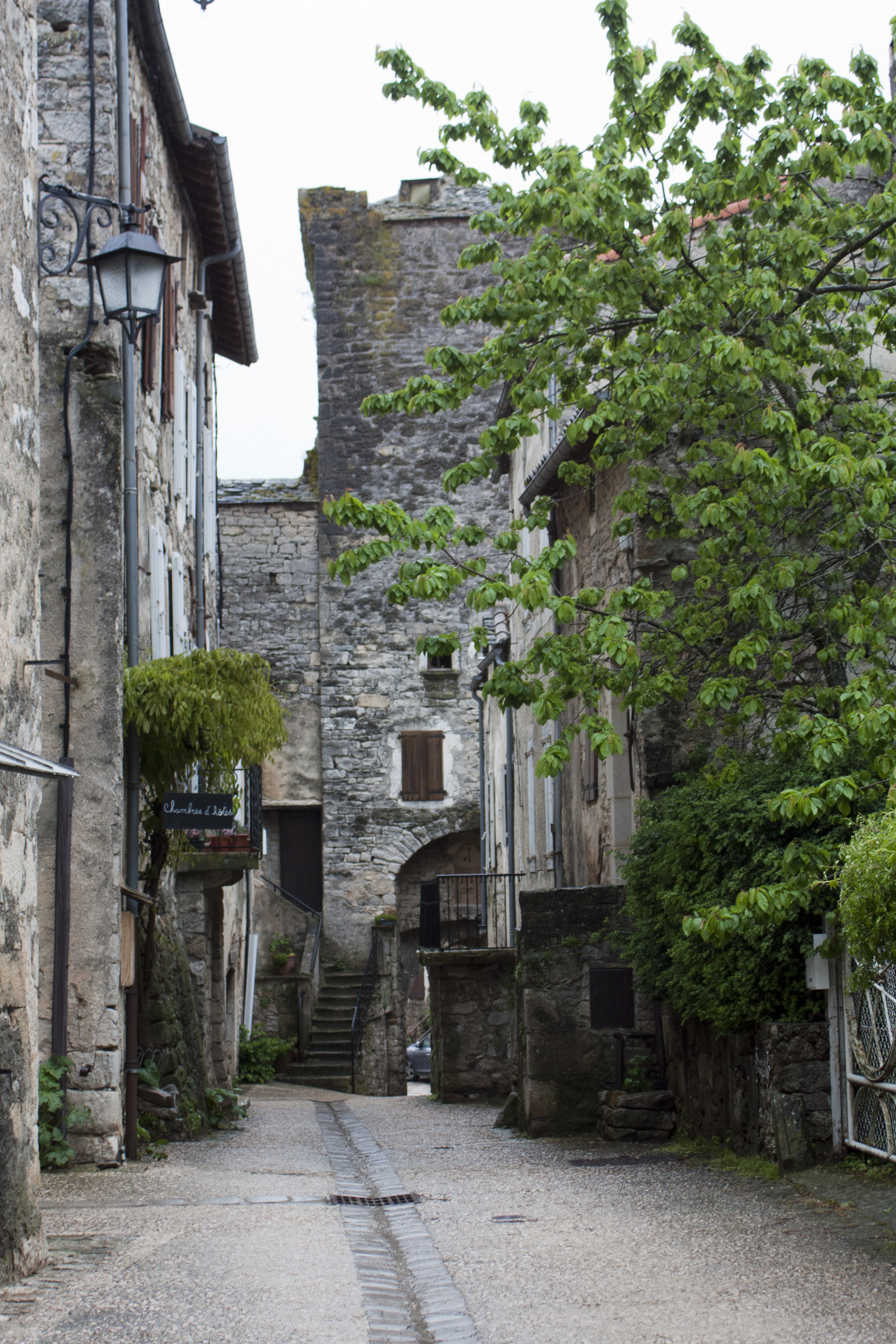
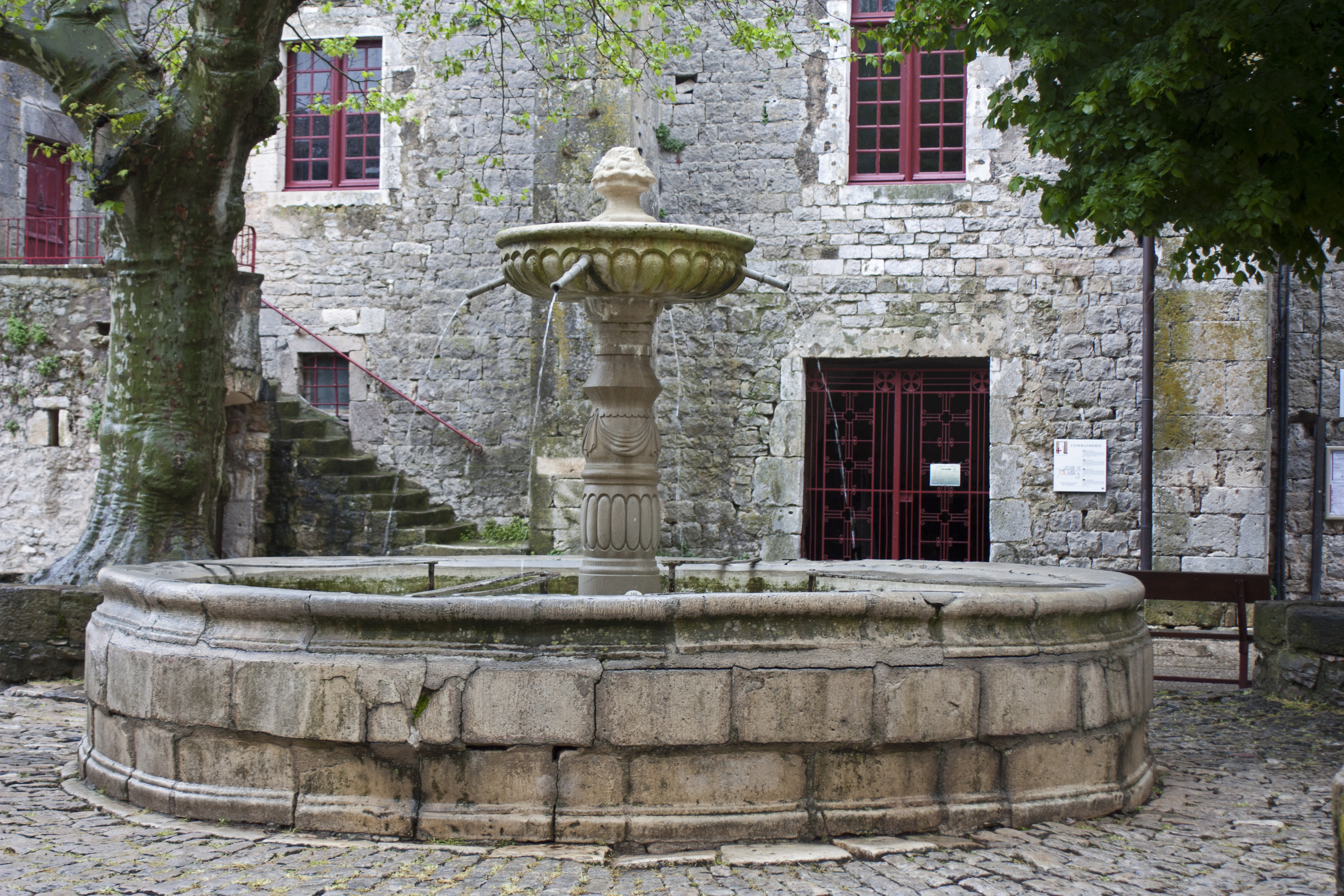
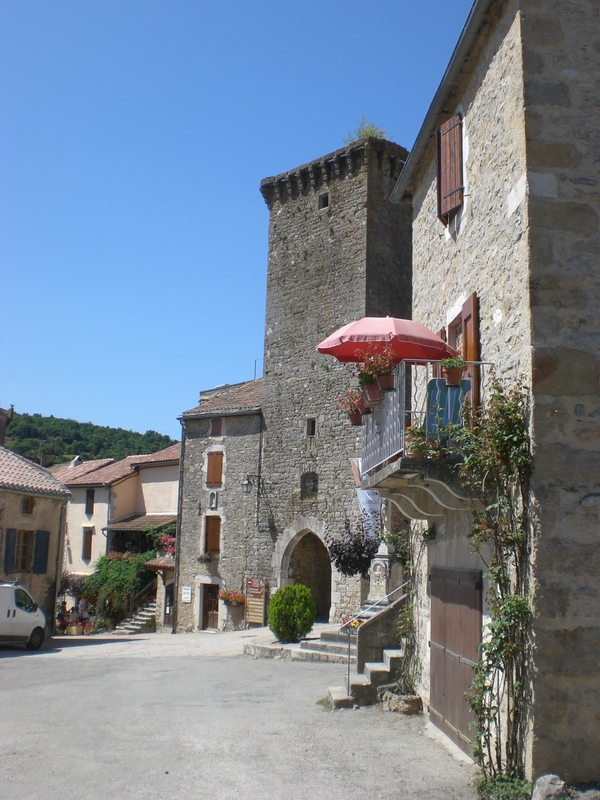
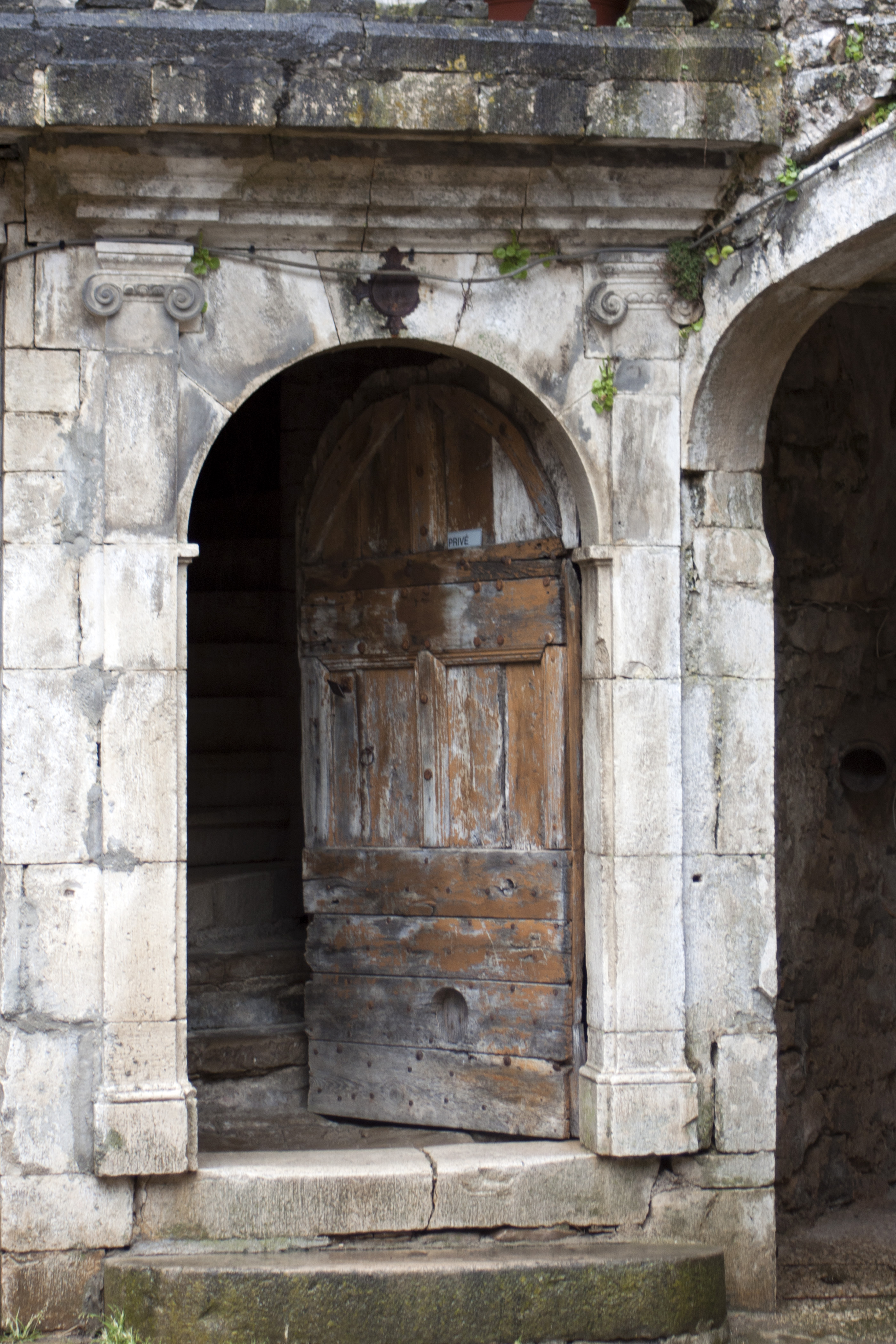
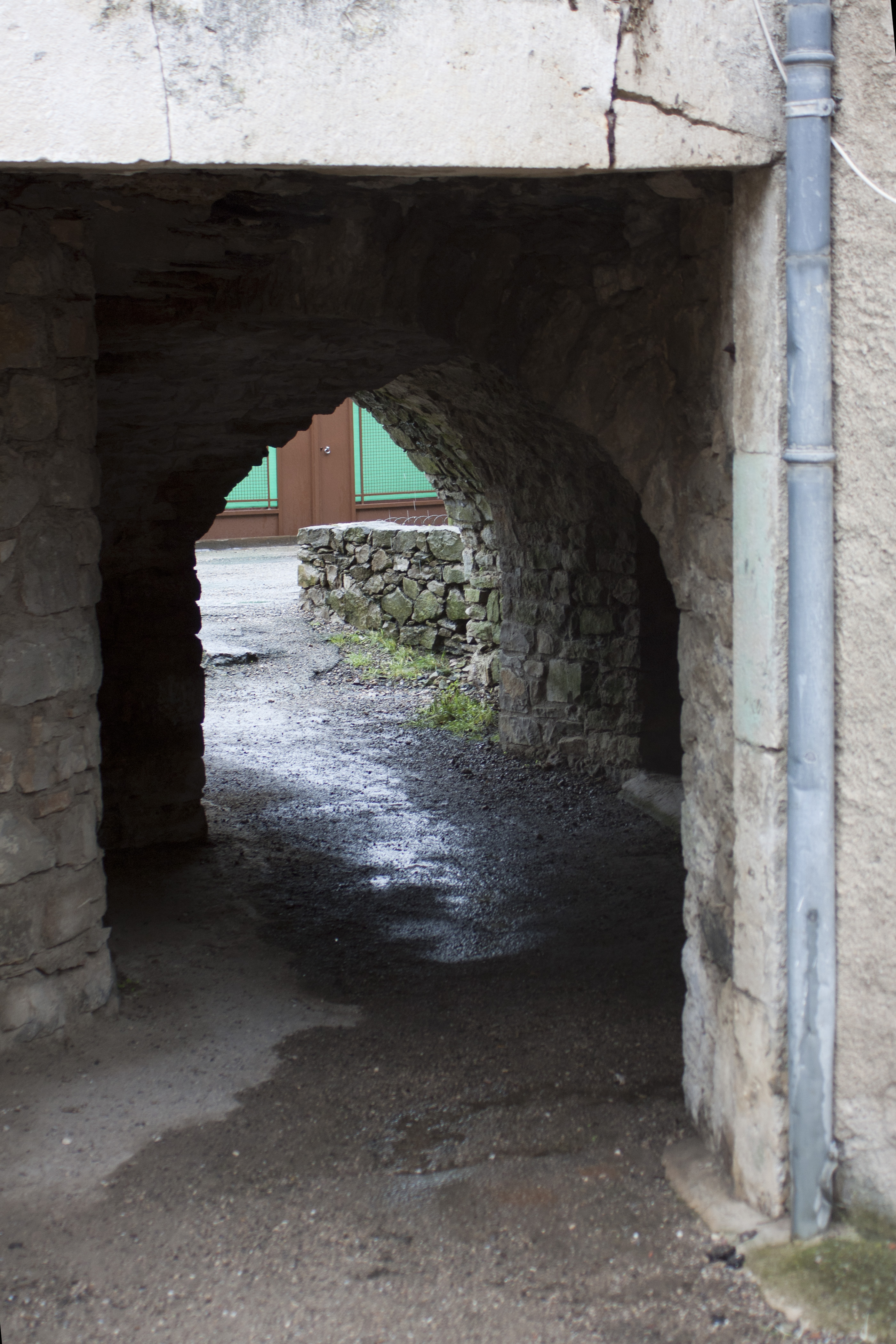

- Reptilarium du Larzac.

### Personnalités liées à la commune
- Hippolyte Coste est vicaire de la paroisse de 1890 à 1894.

### Héraldique
| Blason de la commune de Sainte-Eulalie-de-Cernon | Les armes de la commune de Sainte-Eulalie-de-Cernon se blasonnent ainsi : De gueules à quatre pals faillis en chef d'or, au chef d'argent chargé d'une croisette pattée de gueules. |